# Kahlgraben
Der Kahlgraben ist ein Meliorationsgraben und rechter Zufluss des Schweinitzer Fließes im Landkreis Elbe-Elster in Brandenburg.

## Verlauf
Der Graben beginnt auf einer landwirtschaftlich genutzten Fläche, die als Alte Wiesen bezeichnet werden und in der Jeßnigker Heide liegen. Der namensgebende Ortsteil Jeßnigk der Stadt Schönewalde liegt rund 2,8 km südwestlich der Fläche. Der Graben verläuft auf einer Länge von rund 1,4 km vorzugsweise in nordöstlicher Richtung und durchquert dabei das Gemeindegebiet von Schlieben. Je nach Wasserstand fließt dort auf einer Länge von rund 1,35 km das Wasser in ein Kanalstück, das sich südlich des Schliebener Ortsteils Werchau erstreckt. Der Hauptgraben führt auf einer Länge von rund vier Kilometern in nordnordöstlicher Richtung. Nördlich des Schönewalder Ortsteils Dubrow fließt von Osten kommend der Wildenauer Graben zu. Der Kahlgraben schwenkt nun auf einer Länge von rund 1,2 km in nördlicher Richtung und anschließend wieder in nordnordöstlicher Richtung. Dabei passiert er die Schönewalder Ortsteile Grassau im Süden und Wildenau im Norden und entwässert schließlich auf einer landwirtschaftlich genutzten Fläche östlich des Schönewalder Ortsteils Brandis in das Schweinitzer Fließ.